# Clatsop County
Clatsop County ist ein County im Nordwesten des Bundesstaates Oregon der Vereinigten Staaten. Das U.S. Census Bureau hat bei der Volkszählung 2020 eine Einwohnerzahl von 41.072 ermittelt. Der Sitz der Countyverwaltung (County Seat) befindet sich in Astoria. Das County wurde nach den Clatsop-Indianern benannt, welche in der Gegend lebten.

## Geographie
Das County hat eine Fläche von 2809 Quadratkilometern; davon sind 667 Quadratkilometer (23,74 Prozent) Wasserflächen. Im Clatsop County liegen unter anderem der Saddle Mountain State Park, der Ecola State Park, der Fort Stevens State Park, ein Teil des Oswald West State Parks sowie die Insel Tenasillahe Island im Columbia River.

## Geschichte
Das County wurde am 22. Juni 1844 gebildet und nach einem Stamm der Chinook benannt, bei dem die Lewis-und-Clark-Expedition 1805–06 überwinterte.
Im County liegen eine National Memorial, das Fort Clatsop, und zwei National Historic Landmarks, die Fort Astoria Site und das Lightship Columbia. 61 Bauwerke und Stätten des Countys sind im National Register of Historic Places (NRHP) eingetragen (Stand 5. Juni 2018).

## Demografische Daten

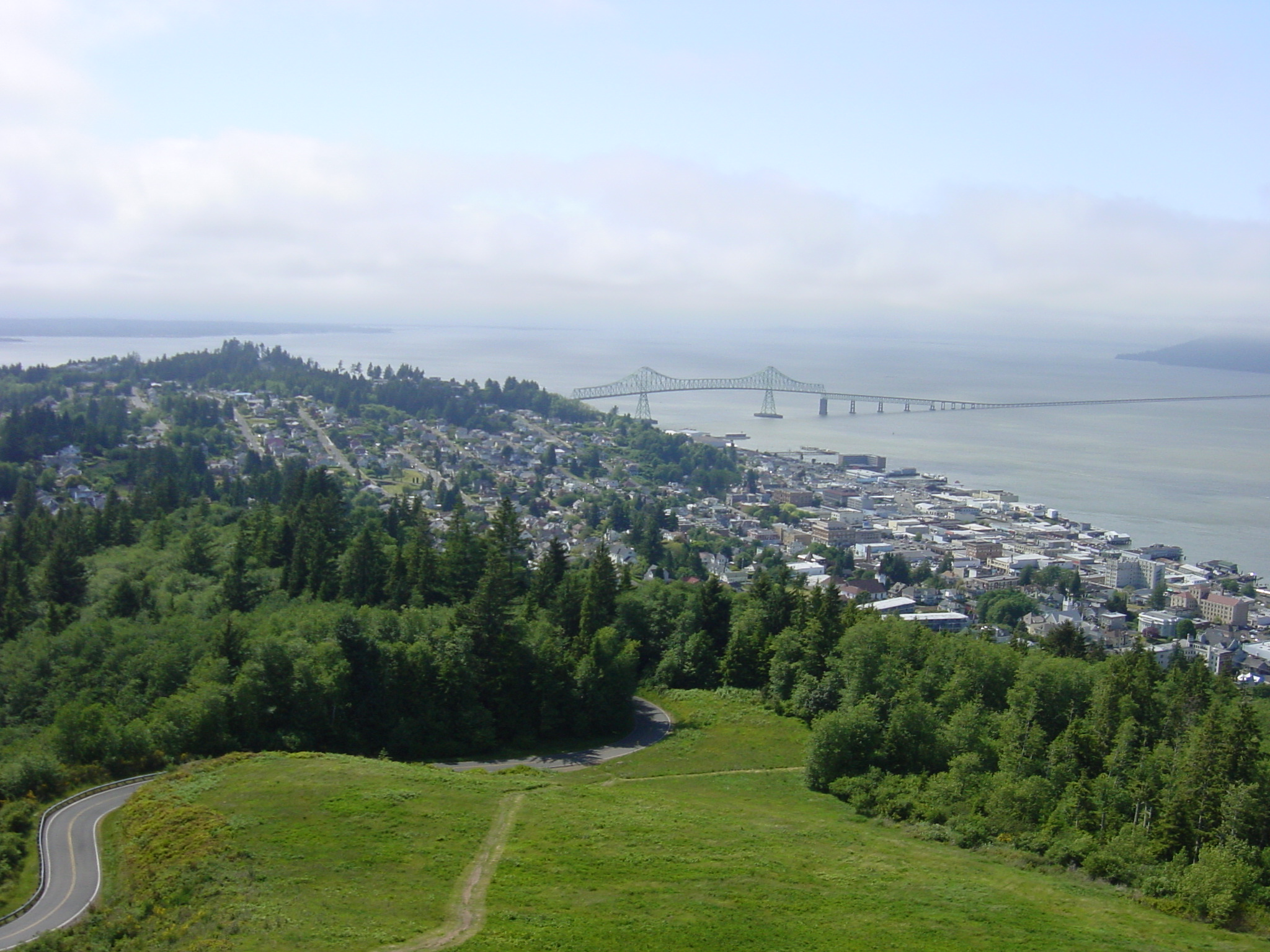
Mündung des Columbia River in den Pazifischen Ozean

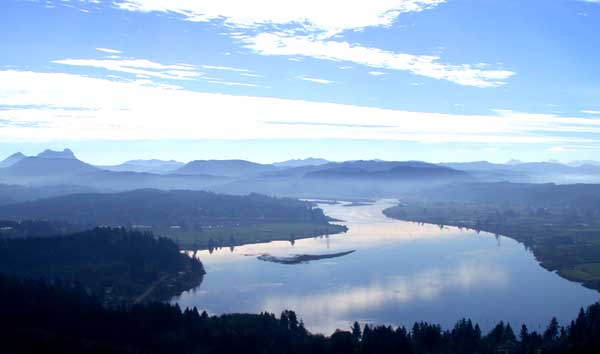
Der Youngs River

Nach der Volkszählung im Jahr 2000 lebten im County 35.630 Menschen. Es gab 14.703 Haushalte und 9.454 Familien. Die Bevölkerungsdichte betrug 17 Einwohner pro Quadratkilometer. Ethnisch betrachtet setzte sich die Bevölkerung zusammen aus 93,14 % Weißen, 0,52 % Afroamerikanern, 1,03 % amerikanischen Ureinwohnern, 1,21 % Asiaten, 0,17 % Bewohnern aus dem pazifischen Inselraum und 1,64 % Prozent aus anderen ethnischen Gruppen; 2,30 % stammten von zwei oder mehr ethnischen Gruppen ab. 4,48 % der Bevölkerung waren spanischer oder lateinamerikanischer Abstammung.
Von den 14.703 Haushalten hatten 28,50 % Kinder und Jugendliche unter 18 Jahre, die bei ihnen lebten. 50,60 % waren verheiratete, zusammenlebende Paare, 9,70 % waren allein erziehende Mütter. 35,70 % waren keine Familien. 29,50 % waren Singlehaushalte und in 11,70 % lebten Menschen im Alter von 65 Jahren oder darüber. Die Durchschnittshaushaltsgröße betrug 2,35 und die durchschnittliche Familiengröße lag bei 2,88 Personen.
Auf das gesamte County bezogen setzte sich die Bevölkerung zusammen aus 23,70 % Einwohnern unter 18 Jahren, 8,90 % zwischen 18 und 24 Jahren, 25,30 % zwischen 25 und 44 Jahren, 26,60 % zwischen 45 und 64 Jahren und 15,60 % waren 65 Jahre alt oder darüber. Das Durchschnittsalter betrug 40 Jahre. Auf 100 weibliche Personen kamen 97,80 männliche Personen, auf 100 Frauen im Alter ab 18 Jahren kamen statistisch 95,10 Männer.

Das jährliche Durchschnittseinkommen eines Haushalts betrug 36.301 USD, das Durchschnittseinkommen der Familien betrug 44.575 USD. Männer hatten ein Durchschnittseinkommen von 32.153 USD, Frauen 22.479 USD. Das Prokopfeinkommen betrug 19.515 USD. 13,20 % der Bevölkerung und 9,10 % der Familien lebten unterhalb der Armutsgrenze. 16,80 % davon waren unter 18 Jahre und 8,00 % waren 65 Jahre oder älter.

## Städte im County
- Astoria
- Cannon Beach
- Gearhart
- Seaside
- Warrenton